# Asura grisescens
Asura grisescens är en fjärilsart som beskrevs av Daniel 1952. Asura grisescens ingår i släktet Asura och familjen björnspinnare. Inga underarter finns listade i Catalogue of Life.